# Biserici de lemn din Brașov
Bisericile de lemn din Brașov fac parte din grupul de biserici de lemn din Transilvania și din familia de biserici de lemn românești.

## Biserici de lemn
- Biserica de lemn din Cobor cu hramul Sf. Nicolae
- Biserica de lemn din Cuciulata cu hramul Cuvioasa Paraschiva
- Biserica de lemn din Grânari cu hramul Cuvioasa Paraschiva (strada Școlii, în cimitirul vechi)
- Biserica de lemn din Satu Nou cu hramul Sf. Dumitru (strada Crizbavului 111)
- Biserica de lemn din Șinca Nouă, numită și Biserica Din Deal